# Хорхордина, Татьяна Иннокентьевна
Татья́на Инноке́нтьевна Хорхордина (род. 20 августа 1958, Улан-Удэ, Бурятская АССР, РСФСР, СССР) — советский и российский историк и историограф, специалист в области истории России, история архивов и архивного дела в России и за рубежом, истории архивоведческой мысли. Доктор исторических наук (2004), профессор (2005), заведующая кафедрой истории и организации архивного дела Российского государственного гуманитарного университета. Автор свыше 270 публикаций, в том числе 14 монографий и учебников. Зам. главного редактора журнала «История и архивы».

## Биография
Татьяна Иннокентьевна Хорхордина родилась 20 августа 1958 года в Улан-Удэ (Бурятская АССР, РСФСР, СССР).
В 1979 году поступила и в 1984 году с отличием окончила Московский государственный историко-архивный институт (МГИАИ), факультет архивного дела.
С 1987 года — работа в Московском государственном историко-архивном институте (МГИАИ) (с 1991 года — Историко-архивный институт РГГУ): преподаватель, старший преподаватель, доцент, профессор, заведующая кафедрой истории и организации архивного дела РГГУ.
В 1988 году в МГИАИ защитила диссертацию на соискание учёной степени кандидат исторических наук. Тема — «История архивного дела на Кубе (XIX—XX вв.)».
В 2004 году в РГГУ — защита диссертации на соискание учёной степени доктора исторических наук. Тема — «История архивоведческой мысли в России: генезис и эволюция (XIX — 20-е гг. XX вв.)».
Учёное звание — профессор (2005).
Член диссертационного совета Д 212.198.07 по историческим наукам (РГГУ).

## Сфера научных интересов
История России, архивоведение, историография, источниковедение, методы исторического исследования, история архивов и архивного дела в России и за рубежом, история архивоведческой мысли, культурология, историческая биография.

## Основные печатные труды

### Монографии, коллективные монографии
- Хорхордина Т. И. История Отечества и архивы. — М.: 1994. — 360 с.
- Хорхордина Т. И. Корни и крона: Штрихи к портрету Историко-архивного института РГГУ. — М.: РГГУ, 1997. — 128 с.
- Хорхордина Т. И.. «Неизвестный» Маяковский. — М.: РГГУ, 2001. — 125 с.
- Хорхордина Т. И.. Российская наука об архивах: История. Теория. Люди. — М.: РГГУ, 2003. — 535 с.
- Хорхордина Т. И., Старостин Е. В. Архивы и революция. — М.: 2007. — 198 с.
- Хорхордина Т. И. Служим Вечности. — М.: Древлехранилище, 2008. — 125 с.
- Хорхордина Т. И. Гуманитарный университет в Москве: История идеи. — М.: РГГУ, 2012. — 298 с.

### Учебники, учебные пособия
- Хорхордина Т. И. История архивоведческой мысли. — М.: РГГУ, 2012. — 448 с.
- Хорхордина Т. И., Волкова Т. С. Российские архивы: История и современность. — М.: РГГУ, 2012. — 416 с.
- Хорхордина Т. И., Попов А. В. Архивная эвристика. — М.: Серебро слов, 2014. — 335 с.
- Хорхордина Т.И., Попов А. В.  Архивная эвристика. — М.: РГГУ, 2015. — 335 с.
- Хорхордина Т. И., Бурова Е. М. Организация архивной и справочно-информационной работы по документам организации. Учебник для использования в учебном процессе образовательных учреждений, реализующих программы среднего профессионального образования по специальности «Документационное обеспечение управления и архивоведение». В 2-х частях / Под ред. Е. М. Буровой. — 3-е изд., стер. — М.: Академия, 2019. Ч. 1. — 334 с. — ISBN 978-5-4468-5976-4

### Словари
- Хорхордина Т. И. (в коллективе авторов-составителей). Архивная терминология: Франко-русские архивные словари. — М.: РГГУ, 2018. 313 с.
- Хорхордина Т. И. (в коллективе авторов-составителей). Франко-русский словарь архивной терминологии // Архивная терминология: Франко-русские архивные словари. — М.: РГГУ, 2018. С. 13—54.
- Хорхордина Т. И. (в коллективе авторов-составителей). Новый архивный глоссарий // Архивная терминология: Франко-русские архивные словари. — М.: РГГУ, 2018. С. 197—313.
- Хорхордина Т. И. (в коллективе авторов-составителей). Франко-русский глоссарий архивных терминов // Архивная терминология: Франко-русские архивные словари. — М.: РГГУ, 2018. С. 55—195.

### Избранные статьи
- Хорхордина Т. И. Архивы и тоталитаризм (Опыт сравнительно-исторического анализа) // Отечественная история. 1994. № 6. С. 145—159.
- Хорхордина Т. И. И. Л. Маяковский: труды и дни // Мир библиографии. 1998. № 4. С. 50—62.
- Хорхордина Т. И. И. Л. Маяковский: утраченные иллюзии // Вестник архивиста. 1999. № 1 (49). С. 130—143; № 2-3 (50-51). С. 191—196; № 4-5 (52-53). С. 256—273; № 6 (54). С. 246—255.
- Хорхордина Т. И. Д. Я. Самоквасов: консерватор-реформатор // Отечественные архивы. 2000. № 2. С. 26—41.
- Хорхордина Т. И. Новое о РЗИА: события и люди //Вестник архивиста. 2006. № 2-3 (92-93). С. 339—358.
- Хорхордина Т. И. От геополитики конфликта к геополитике конценсуса // Вестник РГГУ: Серия: Международные отношения. Регионоведение. 2010. № 4. С. 93—105.
- Хорхордина Т. И. Les conservateurs des documents confidentiels // Les Soviétiques: un pouvoir des régimes. Paris: Les Belles Lettres, 2011. P. 75—110.
- Хорхордина Т. И. Зарубежная архивная Россика: Аннотированные библиографические указатели о публикациях из отечественных журналов и продолжающихся изданий // Исторический архив. 2012. № 3. C. 198—201.
- Хорхордина Т. И. Постижение Сибири // Сибирские чтения в РГГУ: Альманах; Вып. 1. — М.: 2006. С. 7—15.
- Хорхордина Т. И. Российское общество историков-архивистов: этапы большого пути // Вестник архивиста, 2.07.2010
- Зелов Н. С., Хорхордина Т. И. Открытие В. Н. Автократова // Автократов В. Н. Теоретические проблемы отечественного архивоведения. — М.: 2001. С. 5—22.
- Хорхордина Т. И. Возникновение и развитие школы документоведения и делопроизводства // Делопроизводство. 2014. № 2. С. 20—28; № 3. С. 21—29.
- Хорхордина Т. И. Сибирское областничество как зеркало кризисов российской государственности // Исторические записки. 2015. № 15 (133). — М.: Наука, 2014. С. 215—231.
- Хорхордина Т. И. М. К. Любавский и архивы // Археографический ежегодник за 2012 год. — М.: 2014. С. 302—307.
- Хорхордина Т. И. Мастера российской историографии: Евгений Васильевич Старостин. Фотолетопись // Исторический архив. 2015. № 3. С. 62—78.
- Хорхордина Т. И., Пивовар Е. И. Историко-архивному институту РГГУ возвращен «Теремок» // Вестник архивиста. 2015. № 2. С. 266—281.
- Хорхордина Т. И. О научном вкладе в мировую культуру болгарского профессора Александры Кумановой // Gloria bibliospherae (Нииката на Ариадна). Изследования в чест на акад. проф. А. Куманова. Юбилеен сборник по случай 65 години от основаването на УНИБИТ. — София: «За буквите — о писменехъ», 2016. С. 1102—1108.
- Хорхордина Т. И. Документ и история повседневности // Gloria bibliospherae (Нииката на Ариадна). Изследования в чест на акад. проф. А. Куманова. Юбилеен сборник по случай 65 години от основаването на УНИБИТ. — София: «За буквите – о писменехъ», 2016. С. 1003—1010.
- Хорхордина Т. И. Архивное дело – важный компонент современного государственного и муниципального управления // Экономика и управление. 2015. № 1. С. 24—38.
- Хорхордина Т. И., Халилова Л. А. Государственный архив Великобритании (Public Recorд Office): история создания и деятельности в 1838—1958 гг. // Вестник РГГУ. Серия «Документоведение и архивоведение. Информатика. Защита информации и информационная безопасность». 2016. № 2 (4). С. 90—105.
- Хорхордина Т. И. Революция 1917 года и российские архивы: как это было // Вестник архивиста. 2017. № 2. С. 38—56.
- Хорхордина Т. И. Историк и архивист: взаимодействие в интересах информационного обеспечения исторической науки // Роль архивов в информационном обеспечении исторической науки. — М.: Этерна, 2017. С. 748—758.
- Хорхордина Т. И. О подготовке архивистов в Историко-архивном институте РГГУ // Архивология, професионално образование по архивистика и архивни институции: Университетски четения по архивистика: Том V. — София: 2017. С. 39—47.
- Хорхордина Т. И. «Архив – это прежде всего сокровищница источников по истории культуры в широком смысле слова»: Доклад В. В. Снигирёва на Московском съезде архивных деятелей. Июнь 1919 г. // Исторический архив. 2018. № 2. С. 4—27.
- Хорхордина Т. И., Копылова О. Н. «Рязановский» Главархив: создание и деятельность в 1918—1920 гг. (по материалам заседаний совещательных органов) // Отечественные архивы. 2018. № 1. С. 7—20.
- Хорхордина Т. И., Копылова О. Н. Центрархив РСФСР в 1920-е гг.: Новый курс руководства архивной отраслью // Отечественные архивы. 2018. № 2. С. 3—17.
- Хорхордина Т. И., Артизов А. Н. Архивы на службе человеку, обществу и государству // 100 раритетов российской государственности. К 100-летию создания государственной архивной службы России. — М.: 2018. С. 8—18.
- Хорхордина Т. И., Безбородов А. Б. Архивы и власть: Государственная архивная служба в формировании исторического сознания и российской социокультурной идентичности // Новый исторический вестник. 2018. № 57. С. 59—78.
- Хорхордина Т. И. Стогодишнината на Държавната архивна служба на Русия: създаването на Единния държавен архивен фонд Като връх на архивната мисъл (100-летие Государственной архивной службы России: создание Единого государственного архивного фонда как вершина архивоведческой мысли) // Архивен преглед. (Болгария). 2018. № 2. С. 4—18.
- Хорхордина Т. И. Архивист и историчар: комуникациска сачадна за добробит историчске науке // Археон: Часопис. (Нови-Сад, Сербия:) 2018. № 1. С. 33—45.
- Хорхордина Т. И. Архивная эвристика в контексте работы историка-исследователя (статья) // Специалните исторически дисциплини в университетскотоархивно образование, архивната практика и изследваниятапо история: Университетскичетения по архивистика. Т. VII. — София: 2019. С. 16—22.
- Хорхордина Т. И. Информационные ресурсы экологической истории в федеральных архивах России //Проблемы экологической истории/истории окружающей среды: Сб. статей. Вып. 1. — М.: РГГУ, 2019. С. 147—154.
- Хорхордина Т. И. «…Драгоценный материал для выяснения многих задач и вопросов, касающихся исторической географии Русской земли…..»: К выходу книги В. Г. Бухерта «Архив Межевой канцелярии (Центральный Межевой архив) 1768—1939 гг.» // История и архивы. 2019. № 4. С. 156—165.
- Хорхордина Т. И. Архив, библиотека и музей: к истории научной дискуссии 1920-х годов о разграничении понятий //Здабыткі: документальныя помнікі на Беларусі. Вып. 22. — Мінск: НББ, 2019. С. 212—223.

## Членство в научно-общественных организациях, редколлегиях научных изданий
- Член Правления Центрального совета Российского общества историков-архивистов
- Член редколлегии журнала «Вестник архивиста»[5]
- Член редакционного совета серий «Вестника РГГУ»[6]
- Заместитель главного редактора «Трудов Историко-архивного института»[7]
- Заместитель главного редактора журнала «История и архивы»[2]

## Награды и почётные звания
- Медаль «В память 850-летия Москвы»
- Почётный архивист[5]
- «Премия имени А. Л. Шанявского» (РГГУ) «За выдающийся вклад в развитие фундаментальных гуманитарных исследований» (2018)
- Почётная грамота  Федерального архивного агентства «за многолетний добросовестный труд, активное содействие обеспечению сохранности, комплектованию и организации использования документов Архивного фонда РФ и в связи со 100-летием государственной архивной службы России» (2018)
- Орден Министерства культуры Франции «Орден Искусств и литературы» II степени (степень офицера) (2018)